# FIVB World Tour 2000 der Frauen
Die FIVB World Tour 2000 der Frauen bestand aus elf Open und einem Grand Slam. Gastgeber der Beachvolleyball-Turnierserie waren Brasilien 2×, Mexiko, Italien, Kanada, die Schweiz, die Vereinigten Staaten, Deutschland, Frankreich, Portugal, Japan und  China. Tour Champion wurden wieder die Siegerinnen der drei Vorjahre Shelda Bede und Adriana Behar. Im gleichen Jahr fanden zum zweiten Mal Beachvolleyballwettbewerbe bei den Olympischen Sommerspielen statt.

## Turniere

### Vitória Open (1. bis 5. Februar)
| Platz | Team                             |
| ----- | -------------------------------- |
| 1     | Liz Masakayan / Elaine Youngs    |
| 2     | Sandra Pires / Adriana Samuel    |
| 3     | Yukiko Takahashi / Mika Saiki    |
| 4     | Shelda Bede / Adriana Behar      |
| 5     | Misty May-Treanor / Holly McPeak |
| 5     | Vasso Karadassiou / Efi Sfyri    |
| 7     | Nat Cook / Kerri Pottharst       |
| 7     | Lisa Arce / Barbra Fontana       |

Im Heimatland der amtierenden Champions mussten sich diese mit dem vierten Platz begnügen. Auch kein weiteres brasilianisches Duo konnte sich in der Hauptstadt des Bundesstaates Espírito Santo den Titel sichern. Der ging an die US-Amerikanerinnen Masakayan / Youngs, die sich im Finale gegen Pires / Samuel als die Stärkeren erwiesen. Bronze sicherten sich die Japanerinnen Takahashi / Saiki.

Bestes deutsches Team wurden Ulrike Schmidt und Gudi Staub als Dreizehnte. Beachpaare aus den Alpenrepubliken waren nicht am Start.

### Rosarito Open (31. Mai bis 4. Juni)
| Platz | Team                                  |
| ----- | ------------------------------------- |
| 1     | Shelda Bede / Adriana Behar           |
| 2     | Misty May-Treanor / Holly McPeak      |
| 3     | Annett Davis / Jenny Johnson Jordan   |
| 4     | Sandra Pires / Adriana Samuel         |
| 5     | Lisa Arce / Barbra Fontana            |
| 5     | Nat Cook / Kerri Pottharst            |
| 7     | Maike Friedrichsen / Danja Müsch      |
| 7     | Ana Paula Connelly / Mônica Rodrigues |

Auch im mexikanischen Bundesstaat Baja California hieß das Duell im Endspiel Vereinigte Staaten gegen Brasilien. Diesmal setzten sich jedoch die Südamerikanerinnen durch. Die Toursiegerinnen der letzten drei Jahre bezwangen May-Treanor / McPeak. Deren Landsfrauen Davis / Johnson Jordan sicherten sich den dritten Rang vor Pires / Samuel.

Maike Friedrichsen / Danja Müsch gehörten als Siebte zu den Top Acht. Wie schon in Brasilien waren weder Österreicherinnen noch Schweizerinnen anwesend.

### Cagliari Open (7. bis 11. Juni)
| Platz | Team                                  |
| ----- | ------------------------------------- |
| 1     | Ana Paula Connelly / Mônica Rodrigues |
| 2     | Annett Davis / Jenny Johnson Jordan   |
| 3     | Shelda Bede / Adriana Behar           |
| 4     | Sandra Pires / Adriana Samuel         |
| 5     | Misty May-Treanor / Holly McPeak      |
| 5     | Laura Bruschini / Annamaria Solazzi   |
| 7     | Liz Masakayan / Elaine Youngs         |
| 7     | Adriana Bento / Jackie Silva          |

Zum dritten Mal in Serie hieß das Finalduell Vereinigte Staaten gegen Brasilien und auch diesmal waren zwei Duos beteiligt, die in dieser Saison noch nicht das letzte Spiel der Veranstaltung bestritten hatten. Conelly / Rodrigues besiegten Davis / Johnson Jordan. Im Spiel um Bronze setzten sich Shelda und Adriana Behar gegen deren Vornamenscousine und Sandra Pires durch.

Wie in Brasilien waren Ulrike Schmidt und Gudi Staub als Dreizehnte bestes deutsches Team. Die einzigen Österreicherinnen scheiterten in der Qualifikation.

### Toronto Open (13. bis 18. Juni)
| Platz | Team                                  |
| ----- | ------------------------------------- |
| 1     | Shelda Bede / Adriana Behar           |
| 2     | Misty May-Treanor / Holly McPeak      |
| 3     | Nat Cook / Kerri Pottharst            |
| 4     | Annett Davis / Jenny Johnson Jordan   |
| 5     | Ana Paula Connelly / Mônica Rodrigues |
| 5     | Tania Gooley / Pauline Manser         |
| 7     | Lisa Arce / Barbra Fontana            |
| 7     | Maike Friedrichsen / Danja Müsch      |

Im Endspiel standen dieselben Paare wie zwei Wochen zuvor in Mexiko mit denselben Siegerinnen. Den dritten Rang sicherten sich diesmal Cook / Pottharst vor den Dritten von Rosarito.

Und auch die besten Deutschen waren dieselben auf dem gleichen Platz wie vor vierzehn Tagen.

### Gstaad Open (21. bis 25. Juni)
| Platz | Team                                  |
| ----- | ------------------------------------- |
| 1     | Shelda Bede / Adriana Behar           |
| 2     | Misty May-Treanor / Holly McPeak      |
| 3     | Ana Paula Connelly / Mônica Rodrigues |
| 4     | Annett Davis / Jenny Johnson Jordan   |
| 5     | Liz Masakayan / Elaine Youngs         |
| 5     | Rebekka Kadijk / Debora Schoon-Kadijk |
| 7     | Lisa Arce / Barbra Fontana            |
| 7     | Tania Gooley / Pauline Manser         |

Zum ersten Mal fand in dem Ort ein FIVB Event statt, der zum Beachvolleyballmekka der Eidgenossen werden sollte. Zum dritten Mal in dieser Spielzeit hieß das Endspiel Bede / Behar gegen May-Treanor / McPeak und zum dritten Mal standen die Brasilianerinnen ganz oben auf dem Podest. Dritte wurden deren Landsfrauen Connelly / Rodriguez vor Davis / Johnson Jordan, die wie eine Woche zuvor ohne Medaille blieben.

Diesmal waren wieder Ulrike Schmidt und Gudi Staub als beste Deutsche an der Reihe. Auch deren Platzierung als Dreizehnte blieb so wie beim ersten und dritten Turnier.

### Chicago Grand Slam (30. Juni bis 4. Juli)
| Platz | Team                                  |
| ----- | ------------------------------------- |
| 1     | Misty May-Treanor / Holly McPeak      |
| 2     | Shelda Bede / Adriana Behar           |
| 3     | Sandra Pires / Adriana Samuel         |
| 4     | Linda Hanley / Nancy Reno             |
| 5     | Nat Cook / Kerri Pottharst            |
| 5     | Ana Paula Connelly / Mônica Rodrigues |
| 7     | Annett Davis / Jenny Johnson Jordan   |
| 7     | Yukiko Takahashi / Mika Saiki         |

Die Dauerabonentinnen des letzten Spiels des Wettbewerbs standen zum vierten Mal insgesamt und zum dritten Mal in Folge im Finale, doch zum ersten Mal war die Reihenfolge USA vor Brasilien. Im Spiel um den dritten Rang siegten jedoch die Süd- gegen die Nordamerikanerinnen.

Nach dem Gesetz der Serie wären eigentlich Friedrischen / Müsch als Siebte wieder das erfolgreichste deutsche Beachpaar geworden, doch die standen weit hinten im Abschlussklassement. So wurde wieder Ulrike Schmidt und Gudi Staub ddiese Ehre zuteil, diesmal allerdings nur auf dem siebzehnten und nicht auf dem dreizehnte PLatz. Die einzigen Österreicherinnen schafften es nicht ins Hauptfeld.

### Berlin Open (12, bis 16. Juli)
| Platz | Team                                  |
| ----- | ------------------------------------- |
| 1     | Misty May-Treanor / Holly McPeak      |
| 2     | Tania Gooley / Pauline Manser         |
| 3     | Yukiko Takahashi / Mika Saiki         |
| 4     | Ulrike Schmidt / Gudi Staub           |
| 5     | Annett Davis / Jenny Johnson Jordan   |
| 5     | Nat Cook / Kerri Pottharst            |
| 7     | Laura Bruschini / Caterina De Marinis |
| 7     | Chi Rong / Xiong Zi                   |

Zum ersten Mal fand ein Frauenevent in der deutschen Hauptstadt statt. Weitere Nova für dieses Jahr waren: Kein brasilianisches Team stand auf dem Podium. Ein chinesisches Duo gehörte zu den Top Acht. Ein deutsches Beachpaar schaffte es in die Vorschlussrunde. Wenig Neues gab es aus dem Nachbarland zu berichten. Zum ersten Mal im Jahr 2000 waren zwar zwei Teams aus Österreich am Start, beide scheiterten allerdings in der Vorausscheidung.

May-Treanor / McPeak hatten Gefallen am Siegen gefunden und standen zum zweiten Mal nacheinander ganz oben auf dem Treppchen. Gooley / Manser sicherten sich ihr erstes Silber, die Japanerinnen ihr zweites Bronze. Vierte wurden Schmidt / Staub.

### Marseille Open (18, bis 22. Juli)
| Platz | Team                                  |
| ----- | ------------------------------------- |
| 1     | Annett Davis / Jenny Johnson Jordan   |
| 2     | Shelda Bede / Adriana Behar           |
| 3     | Ana Paula Connelly / Mônica Rodrigues |
| 4     | Nat Cook / Kerri Pottharst            |
| 5     | Tania Gooley / Pauline Manser         |
| 5     | Lisa Arce / Barbra Fontana            |
| 7     | Liz Masakayan / Elaine Youngs         |
| 7     | Yukiko Takahashi / Mika Saiki         |

Zum zweiten Mal überhaupt und zum ersten Mal in dieser Saison siegten Davis / Johnson Jordan bei einer Veranstaltung der Weltserie. Für Bede / Behar blieb da nur der zweite Platz. Ihre Landsfrauen Connelly / Rodrigues verwiesen Cook / Pottharst auf den vierten Rang.

Neunte wurden Ulrike Schmidt / Gudi Staub. Zum ersten Mal ein Schweizer und gleich drei österreichische Duos mussten erkennen, dass es bis zur Weltspitze noch ein weiter Weg war. Zum Hauptwettbewerb reichte es für alle vier Beachpaare nicht.

### Espinho Open (25, bis 29. Juli)
| Platz | Team                                  |
| ----- | ------------------------------------- |
| 1     | Liz Masakayan / Elaine Youngs         |
| 2     | Lisa Arce / Barbra Fontana            |
| 3     | Nat Cook / Kerri Pottharst            |
| 4     | Annett Davis / Jenny Johnson Jordan   |
| 5     | Shelda Bede / Adriana Behar           |
| 5     | Ana Paula Connelly / Mônica Rodrigues |
| 7     | Cristina Pereira / Maria Schuller     |
| 7     | Denise Austin / Monique Oliver        |

Zum ersten Mal in diesem Jahr machten zwei Duos aus den Vereinigten Staaten den Sieg unter sich aus. Dabei erwiesen sich Masakayan / Youngs gegen Arce / Fontana als die Stärkeren. Cook / Pottharst gewannen zum zweiten Mal Bronze. Davis / Johnson Jordan mussten zum dritten Mal mit dem vierten Platz vorlieb nehmen.
Ulrike Schmidt / Gudi Staub behaupteten ihre Platzierung aus Frankreich. Für die drei österreichischen Paare hieß es wieder einmal „dabei sein ist alles“.

### Osaka Open (2, bis 6. August)
| Platz | Team                                  |
| ----- | ------------------------------------- |
| 1     | Shelda Bede / Adriana Behar           |
| 2     | Yukiko Takahashi / Mika Saiki         |
| 3     | Nat Cook / Kerri Pottharst            |
| 4     | Misty May-Treanor / Holly McPeak      |
| 5     | Annett Davis / Jenny Johnson Jordan   |
| 5     | Lisa Arce / Barbra Fontana            |
| 7     | Ana Paula Connelly / Mônica Rodrigues |
| 7     | Liz Masakayan / Elaine Youngs         |

Nach vier Veranstaltungen ohne Titel schlugen die Tour Champions der letzten Jahre wieder zu. Die Japanerinnen sicherten sich beim Heimevent ihr drittes Edelmetall, diesmal glänzte es sogar silbern. Cook / Pottharst erkämpften wie in Portugal Bronze. May-Treanor / McPeak wurden Vierte.

Das einzige Beachpaar aus dem deutschsprachigen Raum waren Ines Pianka und Stephanie Pohl als Dreizehnte.

### Dalian Open (9, bis 13. August)
| Platz | Team                                |
| ----- | ----------------------------------- |
| 1     | Liz Masakayan / Elaine Youngs       |
| 2     | Misty May-Treanor / Holly McPeak    |
| 3     | Chi Rong / Xiong Zi                 |
| 4     | Cristina Pereira / Maria Schuller   |
| 5     | Laura Bruschini / Annamaria Solazzi |
| 5     | Dalixia Fernández / Tamara Larrea   |
| 7     | Tian Jia / Zhang Jingkun            |
| 7     | Teresa Galindo / Hilda Gaxiola      |

In Abwesenheit der brasilianischen Teams war der Weg frei für das zweite US-amerikanische Duell im Endspiel. Und wieder siegten Masakayan / Youngs, diesmal vor May-Treanor / McPeak. Den dritten Platz belegten Chi und Xiong vor Pereira / Schuler, die zum zweiten Mal zu den Top Acht gehörten.

Die Platzierung von Pianka / Pohl änderte sich gegenüber dem ersten Event in Asien nicht.

### Fortaleza Open (31, Oktober bis 5. November)
| Platz | Team                               |
| ----- | ---------------------------------- |
| 1     | Misty May-Treanor / Holly McPeak   |
| 2     | Sandra Pires / Adriana Samuel      |
| 3     | Leanne McSorley / Nancy Reynolds   |
| 4     | Shelda Bede / Adriana Behar        |
| 5     | Adriana Bento / Magda Lima         |
| 5     | Maria Clara Salgado / Jackie Silva |
| 7     | Barbra Fontana / Liz Masakayan     |
| 7     | Camila Fonseca / Isabela Lopez     |

Wie schon das erste fand auch das letzte Event im größten südamerikanischen Staat statt. Zum Leidwesen der Heimteams sicherten sich May-Treanor / McPeak ihren dritten Titel der Spielzeit vor Pires / Samuel. Auch Bronze ging an die Vereinigten Staaten. Nancy Reynolds und Leanne McSorley verwiesen Shelda Bede und Adriana Behar auf den vierten Platz. Die beiden blieben in Fortaleza zwar medaillenlos, konnten sich aber über den vierten Tourtitel in Folge freuen.
Stephanie Pohl trat diesmal mit Okka Rau an. Das Duo war wieder das einzige Beachpaar aus den drei deutschsprachigen Staaten und belegte den siebzehnten Rang.

## Auszeichnungen
| FIVB Tour Champion | Shelda Bede / Adriana Behar |